# Инворио
Инво̀рио (на италиански: Invorio; на пиемонтски: Invô, Инво) е малко градче и община в Северна Италия, провинция Новара, регион Пиемонт. Разположено е на 416 m надморска височина. Населението на общината е 4458 души (към 2014 г.).